# Lille Olympique Sporting Club
O Lille Olympique Sporting Club, mais conhecido como Lille OSC, LOSC ou simplesmente Lille, é um clube de futebol profissional francês da cidade de Lille. Fundado em 1944 a partir da fusão de dois clubes, SC Fives e Olympique Lillois, disputa a Ligue 1, a principal competição da França. Manda seus jogos no Stade Pierre-Mauroy desde sua inauguração em 2012.
O clube já conquistou quatro títulos da liga, além de ganhar seis vezes a Copa da França e uma vez a Supercopa da França. Em nível continental, venceram a Copa Intertoto da UEFA em 2004.

## História
Após sua fundação, que foi a fusão de dois clubes ativos no futebol francês, Olympique Lillois e SC Fives, o sucesso do Lille foi instantâneo. Logo na sua primeira participação no certame nacional, foi campeão. Ainda em 1945-46, conquistou sua primeira Copa da França, título que conseguiria nos dois anos seguintes, estabelecendo um recorde de três conquistas consecutivas, junto ao Red Star.
Nos anos seguintes, fixou-se nas primeiras posições do Campeonato Francês, sendo vicecampeão quatro vezes seguidas. Seu segundo título veio em 1953-54, em meio a duas conquistas da Copa da França.
Assim como o sucesso, a queda foi rápida. Passou pouco mais de vinte anos alternando entre as divisões inferiores do país e a elite. Mesmo com seu retorno em definitivo, não conseguiu fazer mais boas campanhas em quaisquer competições.
No final dos anos 1990, sofreu outro rebaixamento, conseguindo voltar em 1999-2000. No século XXI, vem dando sinais de que seu sucesso está retornando, com três participações na Liga dos Campeões da UEFA e boas campanhas na Ligue 1.
Na temporada 2010-11, foi campeão da Copa da França e do Campeonato Francês, acabando um tabu de mais de 50 anos sem os troféus. Foi a segunda dobradinha da história do Lille, e apenas a terceira no futebol francês num intervalo de mais de 20 anos. 
Na temporada de 2020-21 o clube voltou a vencer o campeonato francês, dez anos depois da sua última conquista. O Lille terminou o Campeonato Francês com 83 pontos, um à frente do PSG e com apenas três derrotas no torneio.

## Elenco atual
Última atualização: 18 de agosto de 2025.

## Títulos
| CONTINENTAIS | CONTINENTAIS                 | CONTINENTAIS | CONTINENTAIS                                          |
|              | Competição                   | Títulos      | Temporadas                                            |
| ------------ | ---------------------------- | ------------ | ----------------------------------------------------- |
|              | Copa Intertoto da UEFA       | 1            | 2004                                                  |
| NACIONAIS    |                              |              |                                                       |
|              | Competição                   | Títulos      | Temporadas                                            |
|              | Campeonato Francês           | 4            | 1945–46, 1953–54, 2010–11 e 2020–21                   |
|              | Copa da França               | 6            | 1945–46, 1946–47, 1947–48, 1952–53, 1954–55 e 2010–11 |
|              | Supercopa da França          | 1            | 2021                                                  |
|              | Campeonato Francês - Ligue 2 | 4            | 1963–64, 1973–74, 1977–78 e 1999–00                   |

## Estatísticas
As tabelas abaixo mostram as performances do clube nas últimas temporadas no Campeonato Francês e na Copa da França
     Campeão.
     Vice-campeão.
     Promovido.
     Rebaixado.
| Temporada | Divisão | Posição |
| --------- | ------- | ------- |
| 1990-91   | D1      | 6º      |
| 1991-92   | D1      | 13º     |
| 1992-93   | D1      | 17º     |
| 1993-94   | D1      | 15º     |
| 1994-95   | D1      | 14º     |
| 1995-96   | D1      | 17º     |
| 1996-97   | D1      | 19º     |
| 1997-98   | D2      | 4º      |
| 1998-99   | D2      | 4º      |
| 1999-00   | D2      | 1º      |

| Temporada | Divisão | Posição |
| --------- | ------- | ------- |
| 2000-01   | D1      | 3º      |
| 2001-02   | D1      | 5º      |
| 2002-03   | L1      | 14º     |
| 2003-04   | L1      | 10º     |
| 2004-05   | L1      | 2º      |
| 2005-06   | L1      | 3º      |
| 2006-07   | L1      | 10º     |
| 2007-08   | L1      | 7º      |
| 2008-09   | L1      | 5º      |
| 2009-10   | L1      | 4º      |
| 2010-11   | L1      | 1º      |

| Temporada | Fase alcançada |
| --------- | -------------- |
| 1990-91   | 16 avos        |
| 1991-92   | 32 avos        |
| 1992-93   | 32 avos        |
| 1993-94   | 32 avos        |
| 1994-95   | 16 avos        |
| 1995-96   | Quartas        |
| 1996-97   | Oitavas        |
| 1997-98   | Preliminar     |
| 1998-99   | Oitavas        |
| 1999-00   | 32 avos        |

| Temporada | Fase alcançada |
| --------- | -------------- |
| 2000-01   | 32 avos        |
| 2001-02   | 32 avos        |
| 2002-03   | Oitavas        |
| 2003-04   | 32 avos        |
| 2004-05   | Oitavas        |
| 2005-06   | Quartas        |
| 2006-07   | Oitavas        |
| 2007-08   | Oitavas        |
| 2008-09   | Quartas        |
| 2009-10   | 32 avos        |